# Ängtjärnshöjden
Ängtjärnshöjden är ett naturreservat i Årjängs kommun i Värmlands län.
Området är 17 hektar stort och naturskyddat sedan 2013. Reservatet omfattar en öst-västlig korridor av Ängtjrnshöjden tillsammans med liknande korridorer på två höjder väster om denna. Reservatet utgörs av grandominerad skog med inslag av tall och lövträd.